# Hockey su ghiaccio ai VII Giochi olimpici invernali
Il torneo di hockey su ghiaccio dei VII Giochi olimpici invernali del 1956, svoltosi per la prima volta in Italia, fu considerato valido anche come 23º campionato del mondo di hockey su ghiaccio e 34º campionato europeo organizzato dalla International Ice Hockey Federation. Le partite si svolsero presso lo Stadio Olimpico del Ghiaccio di Cortina d'Ampezzo.
Prima delle olimpiadi vi fu uno spareggio fra le due rappresentative tedesche, vinto dalla Germania Ovest per 7-3. Il torneo di svolse nel periodo fra il 26 gennaio e il 4 febbraio 1956. Vi presero parte dieci squadre, raggruppate nella fase preliminare in tre gruppi, uno composto da quattro nazionali e due da tre; le prime due di ciascun gruppo disputarono il girone finale valido per l'assegnazione delle medaglie, mentre le altre squadre giocarono un girone di consolazione. All'esordio internazionale l'Unione Sovietica riuscì immediatamente a imporsi, superando di due punti nella graduatoria gli Stati Uniti, e di quattro il Canada, reduce da due medaglie d'oro consecutive e per la prima volta giunto solo al terzo posto.
A margine dell'evento olimpico, valido anche per il titolo mondiale, si disputò a Berlino Est il Campionato mondiale Gruppo B, antenato del Campionato mondiale di Prima Divisione, al quale si presentarono tre squadre escluse dalla kermesse olimpica, e nella quale si impose la Germania Est.

## Torneo olimpico

### Partecipanti
Parteciparono al terzo torneo olimpico dieci rappresentative nazionali provenienti da due continenti, con un numero variabile di giocatori.
- Austria (17)
- Canada (17)
- Cecoslovacchia (17)
- Italia (16)
- Polonia (17)
- Squadra Unificata Tedesca (17)
- Stati Uniti (17)
- Svezia (17)
- Svizzera (17)
- Unione Sovietica (17)

### Gironi preliminari

#### Gruppo A
| Cortina D'Ampezzo 26 gennaio 1956, ore 19:00 | Italia | 2 – 2 (0-2; 1-0; 1-0) | Austria | Stadio Olimpico del Ghiaccio |

| Cortina D'Ampezzo 26 gennaio 1956, ore 21:30 | Canada | 4 – 0 (2-0; 2-0; 0-0) | Squadra Unificata Tedesca | Stadio Olimpico del Ghiaccio |

| Cortina D'Ampezzo 27 gennaio 1956, ore 14:30 | Canada | 23 – 0 (6-0; 11-0; 6-0) | Austria | Stadio Olimpico del Ghiaccio |

| Cortina D'Ampezzo 27 gennaio 1956, ore 19:00 | Italia | 2 – 2 (1-1; 0-1; 1-0) | Squadra Unificata Tedesca | Stadio Olimpico del Ghiaccio |

| Cortina D'Ampezzo 28 gennaio 1956, ore 16:00 | Italia | 1 – 3 (1-1; 0-0; 0-2) | Canada | Stadio Olimpico del Ghiaccio |

| Cortina D'Ampezzo 29 gennaio 1956, ore 21:00 | Squadra Unificata Tedesca | 7 – 0 (1-0; 1-0; 5-0) | Austria | Stadio Olimpico del Ghiaccio |

| Pos. |                           | PG | V | N | P | GF | GS | DR  | Pt |
| 1.   | Canada                    | 3  | 3 | 0 | 0 | 30 | 1  | +29 | 6  |
| 2.   | Squadra Unificata Tedesca | 3  | 1 | 1 | 1 | 9  | 6  | +3  | 3  |
| 3.   | Italia                    | 3  | 0 | 2 | 1 | 5  | 7  | -2  | 2  |
| 4.   | Austria                   | 3  | 0 | 1 | 2 | 2  | 32 | -30 | 1  |

#### Gruppo B
| Cortina D'Ampezzo 27 gennaio 1956, ore 10:30 | Cecoslovacchia | 4 – 3 (2-1; 0-1; 2-1) | Stati Uniti | Stadio Olimpico del Ghiaccio |

| Cortina D'Ampezzo 28 gennaio 1956, ore 14:30 | Stati Uniti | 4 – 0 (1-0; 0-0; 3-0) | Polonia | Stadio Olimpico del Ghiaccio |

| Cortina D'Ampezzo 29 gennaio 1956, ore 19:00 | Cecoslovacchia | 8 – 3 (1-1; 6-2; 1-0) | Polonia | Stadio Olimpico del Ghiaccio |

| Pos. |                | PG | V | N | P | GF | GS | DR | Pt |
| 1.   | Cecoslovacchia | 2  | 2 | 0 | 0 | 12 | 6  | +6 | 4  |
| 2.   | Stati Uniti    | 2  | 1 | 0 | 1 | 7  | 4  | +3 | 2  |
| 3.   | Polonia        | 2  | 0 | 0 | 2 | 3  | 12 | -9 | 0  |

#### Gruppo C
| Cortina D'Ampezzo 27 gennaio 1956, ore 21:30 | Unione Sovietica | 5 – 1 (1-1; 2-0; 2-0) | Svezia | Stadio Olimpico del Ghiaccio |

| Cortina D'Ampezzo 28 gennaio 1956, ore 19:00 | Svezia | 6 – 5 (2-3; 3-1; 1-1) | Svizzera | Stadio Olimpico del Ghiaccio |

| Cortina D'Ampezzo 29 gennaio 1956, ore 21:30 | Unione Sovietica | 10 – 3 (4-1; 2-0; 4-2) | Svizzera | Stadio Olimpico del Ghiaccio |

| Pos. |                  | PG | V | N | P | GF | GS | DR  | Pt |
| 1.   | Unione Sovietica | 2  | 2 | 0 | 0 | 15 | 4  | +11 | 4  |
| 2.   | Svezia           | 2  | 1 | 0 | 1 | 7  | 10 | -3  | 2  |
| 3.   | Svizzera         | 2  | 0 | 0 | 2 | 8  | 16 | -8  | 0  |

### Girone di consolazione
| Cortina D'Ampezzo 31 gennaio 1956, ore 15:30 | Svizzera | 7 – 4 (3-1; 2-1; 7-2) | Austria | Stadio Apollonio |

| Cortina D'Ampezzo 1º febbraio 1956, ore 19:00 | Italia | 8 – 2 (4-1; 1-1; 3-0) | Austria | Stadio Olimpico del Ghiaccio |

| Cortina D'Ampezzo 1º febbraio 1956, ore 21:30 | Polonia | 6 – 2 (2-1; 2-1; 2-0) | Svizzera | Stadio Olimpico del Ghiaccio |

| Cortina D'Ampezzo 2 febbraio 1956, ore 12:00 | Italia | 8 – 3 (6-1; 1-2; 1-0) | Svizzera | Stadio Apollonio |

| Cortina D'Ampezzo 2 febbraio 1956, ore 16:00 | Polonia | 4 – 3 (2-2; 0-1; 2-0) | Austria | Stadio Olimpico del Ghiaccio |

| Cortina D'Ampezzo 3 febbraio 1956, ore 10:30 | Italia | 5 – 2 (0-0; 3-1; 2-1) | Polonia | Stadio Apollonio |

| Pos. |          | PG | V | N | P | GF | GS | DR  | Pt |
| 7.   | Italia   | 3  | 3 | 0 | 0 | 21 | 7  | +14 | 6  |
| 8.   | Polonia  | 3  | 2 | 0 | 1 | 12 | 10 | +2  | 4  |
| 9.   | Svizzera | 3  | 1 | 0 | 2 | 12 | 18 | -6  | 2  |
| 10.  | Austria  | 3  | 0 | 0 | 3 | 9  | 19 | -10 | 0  |

### Girone finale
| Cortina D'Ampezzo 30 gennaio 1956, ore 15:00 | Stati Uniti | 7 – 2 (6-0; 1-1; 0-1) | Squadra Unificata Tedesca | Stadio Olimpico del Ghiaccio |

| Cortina D'Ampezzo 30 gennaio 1956, ore 19:00 | Unione Sovietica | 4 – 1 (1-1; 1-0; 2-0) | Svezia | Stadio Olimpico del Ghiaccio |

| Cortina D'Ampezzo 30 gennaio 1956, ore 21:30 | Canada | 6 – 3 (1-1; 3-2; 2-0) | Cecoslovacchia | Stadio Olimpico del Ghiaccio |

| Cortina D'Ampezzo 31 gennaio 1956, ore 15:00 | Svezia | 5 – 0 (1-0; 2-0; 2-0) | Cecoslovacchia | Stadio Olimpico del Ghiaccio |

| Cortina D'Ampezzo 31 gennaio 1956, ore 19:00 | Unione Sovietica | 8 – 0 (0-0; 7-0; 1-0) | Squadra Unificata Tedesca | Stadio Olimpico del Ghiaccio |

| Cortina D'Ampezzo 31 gennaio 1956, ore 21:30 | Stati Uniti | 4 – 1 (2-0; 0-1; 2-0) | Canada | Stadio Olimpico del Ghiaccio |

| Cortina D'Ampezzo 2 febbraio 1956, ore 10:00 | Canada | 10 – 0 (1-0; 4-0; 5-0) | Squadra Unificata Tedesca | Stadio Olimpico del Ghiaccio |

| Cortina D'Ampezzo 2 febbraio 1956, ore 19:30 | Stati Uniti | 6 – 1 (1-1; 2-0; 3-0) | Svezia | Stadio Olimpico del Ghiaccio |

| Cortina D'Ampezzo 2 febbraio 1956, ore 22:00 | Unione Sovietica | 7 – 4 (2-1; 3-0; 2-3) | Cecoslovacchia | Stadio Olimpico del Ghiaccio |

| Cortina D'Ampezzo 3 febbraio 1956, ore 11:00 | Canada | 6 – 2 (3-2; 1-0; 2-0) | Svezia | Stadio Olimpico del Ghiaccio |

| Cortina D'Ampezzo 3 febbraio 1956, ore 19:00 | Cecoslovacchia | 9 – 3 (2-3; 5-0; 2-0) | Squadra Unificata Tedesca | Stadio Olimpico del Ghiaccio |

| Cortina D'Ampezzo 3 febbraio 1956, ore 21:30 | Unione Sovietica | 4 – 0 (0-0; 1-0; 3-0) | Stati Uniti | Stadio Olimpico del Ghiaccio |

| Cortina D'Ampezzo 4 febbraio 1956, ore 15:00 | Svezia | 1 – 1 (0-0; 1-0; 0-1) | Squadra Unificata Tedesca | Stadio Olimpico del Ghiaccio |

| Cortina D'Ampezzo 4 febbraio 1956, ore 19:00 | Stati Uniti | 9 – 4 (1-0; 3-2; 5-2) | Cecoslovacchia | Stadio Olimpico del Ghiaccio |

| Cortina D'Ampezzo 4 febbraio 1956, ore 21:30 | Unione Sovietica | 2 – 0 (0-0; 2-0; 0-0) | Canada | Stadio Olimpico del Ghiaccio |

| Pos. |                           | PG | V | N | P | GF | GS | DR  | Pt |
| 1.   | Unione Sovietica          | 5  | 5 | 0 | 0 | 25 | 5  | +20 | 10 |
| 2.   | Stati Uniti               | 5  | 4 | 0 | 1 | 26 | 12 | +14 | 8  |
| 3.   | Canada                    | 5  | 3 | 0 | 2 | 23 | 11 | +12 | 6  |
| 4.   | Svezia                    | 5  | 1 | 1 | 3 | 10 | 17 | -7  | 3  |
| 5.   | Cecoslovacchia            | 5  | 1 | 0 | 4 | 20 | 30 | -10 | 2  |
| 6.   | Squadra Unificata Tedesca | 5  | 0 | 1 | 4 | 6  | 35 | -29 | 1  |

### Graduatoria finale
| Pos | Squadra                   |
| --- | ------------------------- |
|     | Unione Sovietica          |
|     | Stati Uniti               |
|     | Canada                    |
| 4   | Svezia                    |
| 5   | Cecoslovacchia            |
| 6   | Squadra Unificata Tedesca |
| 7   | Italia                    |
| 8   | Polonia                   |
| 9   | Svizzera                  |
| 10  | Austria                   |

| Campione olimpico di hockey su ghiaccio 1956 |
| Unione Sovietica 1º titolo                   |

| Pos | Squadra          | Formazione |
| --- | ---------------- | --- |
|     | Unione Sovietica | Nikolaj Pučkov, Grigorij Mkrtyčan, Nikolaj Sologubov, Dmitrij Ukolov, Ivan Tregubov, Genrich Sidorenkov, Al'fred Kučevskij, Evgenij Babič, Viktor Šuvalov, Vsevolod Bobrov, Jurij Krylov, Aleksandr Uvarov, Valentin Kuzin, Jurij Pantjuchov, Aleksej Guryšev, Nikolaj Chlystov, Viktor Nikiforov |
|     | Stati Uniti      | Willard Ikola, Don Rigazio, Dick Rodenheiser, Dan McKinnon, Ed Sampson, Johnny Matchefts, Dick Meredith, Dick Dougherty, Ken Purpur, John Mayasich, Bill Cleary, Wellington Burtnett, Wendell Anderson, Gene Campbell, Gordy Christian, Weldy Olson, John Petroske                                |
|     | Canada           | Denis Brodeur, Keith Woodall, Butch Martin, Howie Lee, Art Hurst, Jack McKenzie, Jim Logan, Paul Knox, Don Rope, Byrle Klinck, Bill Colvin, Gerry Théberge, Buddy Horne, Charlie Brooker, George Scholes, Bob White, Ken Laufman                                                                  |

### Riconoscimenti
Riconoscimenti individuali
| Premio             | Giocatore         |
| ------------------ | ----------------- |
| Miglior portiere   | Willard Ikola     |
| Miglior difensore  | Nikolaj Sologubov |
| Miglior attaccante | Jack McKenzie     |

### Campionato europeo
Il torneo fu valido anche per il 34º campionato europeo e venne utilizzata la graduatoria finale dell'evento olimpico per determinare le posizioni in classifica; a trionfare fu per la terza volta consecutiva la Unione Sovietica, medaglia d'oro olimpica.
| Pos | Squadra          |
| --- | ---------------- |
|     | Unione Sovietica |
|     | Svezia           |
|     | Cecoslovacchia   |
| 4   | Germania Ovest   |
| 5   | Italia           |
| 6   | Polonia          |
| 7   | Svizzera         |
| 8   | Austria          |

## Campionato mondiale Gruppo B
| Berlino Est 8 marzo 1956 | Germania Est | 4 – 1 | Norvegia |  |

| Berlino Est 9 marzo 1956 | Germania Est | 14 – 7 | Belgio |  |

| Berlino Est 10 marzo 1956 | Norvegia | 7 – 5 | Belgio |  |

| Pos. |              | PG | V | N | P | GF | GS | DR  | Pt |
| 1.   | Germania Est | 2  | 2 | 0 | 0 | 18 | 8  | +10 | 4  |
| 2.   | Norvegia     | 2  | 1 | 0 | 1 | 8  | 9  | -1  | 2  |
| 3.   | Belgio       | 2  | 0 | 0 | 2 | 12 | 21 | -9  | 0  |